# クイズなっとく歴史館
『クイズなっとく歴史館』（クイズなっとくれきしかん）は、1988年4月7日から1989年9月28日までフジテレビ系列局で放送されたクイズ番組。通算57回（40回+17回）。

## 概要
歴史上の人物の人生ないし出来事を、ドラマで仕立てて取り上げながらクイズを出題する番組である。番組開始時のタイトルは『おもしろニッポン! なっとく歴史館』だった。1989年5月4日放送分（唯一の2時間SP）から改題された。
これまでフジテレビの木曜19時台は前半30分枠はアニメ、後半30分枠はドラマやバラエティの放送枠として放送されていたが、当枠が1時間のレギュラー番組になるのは、開局以来この番組が初めてとなった。
また、歴史にテーマを絞ったクイズ番組も同局では初めてだった。これまでは、1970年スタートの『クイズグランプリ』のジャンルの一つ「文学・歴史」で出題される程度だった。
放送開始日には、TBSの『クイズ日本昔がおもしろい』もスタート。放送時間帯もほぼ同じだった。これは、NHKの『クイズ面白ゼミナール』の終了を受けて人気コーナーだった「歴史クイズ」に的を絞って企画されたものと受け止められ「ポスト面白ゼミナール」、「ポスト歴史クイズ」の様相を呈していた。
放送時間は木曜19:00 - 19:54（JST）だが、プロ野球中継の時は休止された。また春秋の改編期や年末年始にも休止、特に『クイズ～』に変わる時には1ヶ月10日も放送されなかった。結果は1年半放送ながら1年1ヶ月分の57回だった。
番組恒例の決め台詞として、シンキングタイム前の「ロダ〜ンタイム！」（『考える人』にちなむ）、解答オープン前の「なっとくの“な”！でございます」があった。

## ルール
クイズは一問一答の記述形式で、正解すると1点獲得。各解答者は答えを緑色のフリップに書くが、1問だけゴールドのフリップで解答することができる。ゴールドで正解すると2点獲得。
最終問題には「クイズごたくをならべて」という五者択一クイズが出題された。
解答席には、得点と同じ数の蔵のオブジェが置かれる。最終問題終了後、最多得点者にはトップ賞（主にその回のクイズに関連した賞品）が贈呈された。解答者にオブジェや賞品を贈呈するアシスタントの女性はバニーガールに扮していた。

## 出演者

### 司会
- 原田大二郎
- 榊原郁恵
- 長野智子（当時フジテレビアナウンサー、榊原の産休時の代役、1988年12月〜1989年6月まで出演）

### 解答者
5枠あり、右から1枠は勘九郎、3枠は丹波で固定。それ以外はゲストという配置である。『おもしろニッポン！～』時代は司会者、解答者と共に席には自分の名前を書いた提灯が置いてあった。
- 丹波哲郎（レギュラー解答者）
- 中村勘九郎（後の勘三郎）（同上）
- 森恵（主に2枠のゲスト解答者）
- 渡瀬麻紀（後にリンドバーグの渡瀬マキ。主に4枠のゲスト解答者）
- 香川照之（主に5枠のゲスト解答者）

### VTR出演
- 神田紅（VTR中で講談を行う）
- 鳥海ゆかり（リポーターの設定で登場）
- 小倉一郎（出題用のVTRに出演）
- きたろう
- 斉木しげる
- 大河内浩
- 日髙のり子
- ビシバシステム

## 放送リスト
| 回 | 放送日         | テーマ               | 備考  |
| -- | -------------- | -------------------- | ----- |
| 1  | 1988年 4月7日  | 織田信長             |       |
| 2  | 4月14日        | 豊臣秀吉             |       |
| 3  | 4月21日        | 勝海舟               |       |
| 4  | 4月28日        | 徳川家康             |       |
| 5  | 5月5日         | 坂本龍馬             |       |
| 6  | 5月19日        | 武田信玄             |       |
| 7  | 6月2日         | 徳川吉宗             |       |
| 8  | 6月9日         | 新選組               |       |
| 9  | 6月16日        | 伊達政宗             |       |
| 10 | 6月23日        | 清水次郎長一家       |       |
| 11 | 6月30日        | 西郷隆盛             |       |
| 12 | 7月7日         | 上杉謙信             |       |
| 13 | 7月21日        | 宮本武蔵             |       |
| 14 | 7月28日        | 徳川光圀             |       |
| 15 | 8月11日        | 大岡忠相             |       |
| 16 | 8月18日        | （不明）             | [ 2 ] |
| 17 | 9月1日         | 高杉晋作             |       |
| 18 | 9月15日        | 一休さん             |       |
| 19 | 9月12日        | 真田幸村             |       |
| 20 | 10月20日       | 夏目漱石             |       |
| 21 | 10月27日       | 淀君                 |       |
| 22 | 11月3日        | 沖田総司             |       |
| 23 | 11月10日       | 紫式部               |       |
| 24 | 11月17日       | 福沢諭吉             |       |
| 25 | 11月24日       | 源義経               |       |
| 26 | 12月1日        | 葛飾北斎             |       |
| 27 | 12月8日        | 忠臣蔵               |       |
| 28 | 12月15日       | 遠山金四郎           |       |
| 29 | 12月22日       | 鼠小僧               | [ 3 ] |
| 30 | 1989年 1月12日 | 紀伊國屋文左衛門     | [ 4 ] |
| 31 | 1月19日        | 春日局               |       |
| 32 | 1月26日        | 石川啄木             |       |
| 33 | 2月2日         | 平賀源内             |       |
| 34 | 2月9日         | 武田信玄の秘湯       |       |
| 35 | 2月16日        | 千利休               |       |
| 36 | 2月23日        | 徳川家康（2）        |       |
| 37 | 3月2日         | 吉田松陰             |       |
| 38 | 3月9日         | 豊臣秀吉（2）        |       |
| 39 | 3月16日        | 織田信長（2）        |       |
| 40 | 3月23日        | 服部半蔵             | [ 5 ] |
| 41 | 5月4日         | 戦国ヒーロー         | [ 6 ] |
| 42 | 5月11日        | （不明）             | [ 7 ] |
| 43 | 5月18日        | 坂本龍馬（2）        |       |
| 44 | 5月25日        | 田沼意次             |       |
| 45 | 6月1日         | 男女7人露天ブロ物語  |       |
| 46 | 6月22日        | 戦国オバタリアン     |       |
| 47 | 6月29日        | 戦国親子ゲーム       |       |
| 48 | 7月6日         | 白虎隊               |       |
| 49 | 7月27日        | 松尾芭蕉             | [ 8 ] |
| 50 | 8月3日         | 大江戸スキャンダル   |       |
| 51 | 8月10日        | 城下町ミステリーの旅 |       |
| 52 | 8月17日        | 紫式部（2） 清少納言 |       |
| 53 | 8月31日        | 石田三成             |       |
| 54 | 9月7日         | （不明）             | [ 7 ] |
| 55 | 9月14日        | 太宰治               |       |
| 56 | 9月21日        | 奇兵隊               |       |
| 57 | 9月28日        | 大江戸アイデア商売   |       |

（参考：『下野新聞 縮刷版』下野新聞社、1988年4月7日 - 1989年9月28日。ラジオ・テレビ欄）

## 放送局
特記の無い限り全て放送時間は木曜 19:00 - 19:54、同時ネット。
- フジテレビ（制作局）
- 北海道文化放送[9]
- 仙台放送[10]
- 秋田テレビ[11]
- 山形テレビ[12]
- 福島テレビ[10]
- 新潟総合テレビ[13]
- 長野放送[14]
- テレビ静岡[15]
- 富山テレビ[16]
- 石川テレビ[16]
- 福井テレビ[16]
- 東海テレビ[17]

- 関西テレビ[18]
- 山陰中央テレビ[19]
- 岡山放送[20]
- テレビ新広島[20]
- テレビ愛媛[21]
- テレビ西日本[22]
- サガテレビ[22]
- テレビ長崎[22]
- テレビ熊本[22]
- テレビ宮崎[23]
- 鹿児島テレビ[23]
- 沖縄テレビ[24]